# 米德韦 (犹他州)
米德韦（英文：Midway），是美国犹他州沃萨奇县下属的一座城市。建市于 1859年，面积大约为5.24平方英里（13.6平方公里），海拔约为5,584英尺（1,702米）。根据2010年美国人口普查，该市有人口3,845人。